# لوسمی حاد میلوئیدی
لوسمی حاد میلوئیدی (Acute Myeloid Leukemia) یا به اختصار AML یکی از انواع سرطان خون است. این نوع لوسمی سلول‌های مغز استخوان یا میلوسیت‌ها را تحت تأثیر قرار می‌دهد و روندی حاد دارد. در این بیماری مغز استخوان، میلوبلاست‌ها (نوعی گلبول سفید)، گلبول‌های قرمز یا پلاکت‌های غیرطبیعی می‌سازد.

## توصیف
سرطان خون یا لوسمی یا لوکمیا بیماری پیش‌رونده و بدخیم اعضای خون‌ساز بدن است. این بیماری در اثر تکثیر و تکامل ناقص گلبول‌های سفید خون و پیش‌سازهای آن در خون و مغز استخوان ایجاد می‌شود. لوسمی یکی از سرطان‌های شایع در میان کودکان است.
در لوسمی، مغز استخوان به صورت غیرعادی، مقدار بسیار زیادی سلول خونی تولید می‌کند. این سلول‌ها با سلول‌های خون نرمال و عادی متفاوت هستند و درست عمل نمی‌کنند. در نتیجه، تولید سلول‌های سفید خون طبیعی را متوقف کرده و توانایی فرد را در مقابله با بیماری‌ها از بین می‌برد. سلول‌های لوکمی همچنین بر تولید سایر انواع سلول‌های خونی که توسط مغز استخوان ساخته می‌شوند از جمله گلبول‌های قرمز خون که اکسیژن را به بافت‌های بدن می‌رسانند، و پلاکت‌های خونی که از لخته شدن خون جلوگیری می‌کنند، اثر منفی می‌گذارند؛ بنابراین در انواع لوسمی، ضعف ایمنی، کم‌خونی و اختلال انعقاد خون بروز پیدا می‌کند.

## عوامل خطرساز
استعمال دخانیات، سابقهٔ درمان به روش شیمی‌درمانی و قرار داشتن در معرض تابش پرتوها، خطر ابتلا به سرطان خون AML بزرگسالان را بیشتر می‌کند. نشانه‌های احتمالی سرطان خون AML بزرگسالان عبارت‌اند از تب، احساس خستگی و به آسانی دچار خون‌ریزی یا خون‌مردگی شدن.

## ویژگی‌های سلولی AML
در لوسمی حاد، سلول‌های مغز استخوان بلوغ مناسبی ندارند. سلول‌های لوسمیک نابالغ اغلب بلاست نامیده می‌شوند که به تقسیم سلولی و تجمع ادامه می‌دهند. در لوسمی میلوئیدی منشأ سلول‌های سرطانی ردهٔ میلوسیت‌ها که گلبول‌های قرمز، پلاکت‌ها یا سایر گلبول‌های سفید به‌جز لنفوسیتها مانند گرانولوسیت‌ها و مونوسیت‌ها را می‌سازند است.

## تشخیص و طبقه‌بندی لوسمی
از آزمایش‌هایی شامل بررسی خون و مغز استخوان برای یافتن ابتلا و تشخیص نوع سرطان خون AML بزرگسالان استفاده می‌کنند.

### شیمی سلولی
پس از نمونه‌برداری، سلول‌ها به روی ورقه‌های میکروسکوپی شیشه‌ای به نام اسلاید قرار گرفته و در معرض رنگ‌های شیمیایی (دای) قرار داده می‌شوند تا این رنگ را جذب یا منعکس کنند. به عنوان مثال یک رنگ شیمیایی موجب می‌شود که گرانول‌های بیشتر سلول‌های AML به صورت نقاط سیاه‌رنگی در زیر میکروسکوپ دیده شوند اما در سلول‌های ALL تغییر رنگی ایجاد نمی‌کند.

### فلوسایتومتری
از تکنیک فلوسایتومتری برای بررسی سلول‌های مغز استخوان، گره‌های لنفاوی و نمونه‌های خون استفاده می‌شود. این روش برای تعیین نوع لوسمی بسیار دقیق است. یک نمونهٔ سلولی که با آنتی‌بادی‌های خاصی نشان‌دار شده‌است از مقابل دستهٔ نور لیزر عبور داده می‌شود. هر آنتی‌بادی به نوع خاصی از سلول‌های لوسمیک متصل می‌شود. اگر در نمونهٔ مورد نظر، این سلول‌ها وجود داشته باشند، لیزر سبب خواهد شد که از این سلول‌ها نوری منعکس شود که توسط یک کامپیوتر اندازه‌گیری و تجزیه می‌شود. گروه‌هایی از سلول‌ها با این روش می‌توانند جدا شده و شمارش شوند.

### ایمونوسیتوشیمی
ایمونوسیتوشیمی مانند روش فلوسایتومتری سلول‌هایی که از آسپیراسیون با بیوپسی مغز استخوان به‌دست می‌آیند توسط آنتی‌بادی‌هایی اختصاصی نشان‌دار می‌شوند، اما به جای لیزر و کامپیوتر برای تجزیه، نمونه‌های نشان‌دار شده دچار تغییر رنگ‌های خاصی خواهند شد که در زیر میکروسکوپ قابل دیدن است.

### ژنتیک مولکولی
در مطالعات ژنتیک مولکولی مواد اختصاصی به نام‌های گیرنده‌های آنتی‌ژنی بر روی سطح لنفوسیت‌ها وجود دارند. سلول‌های لنفوئید طبیعی تعداد زیادی از گیرنده‌های آنتی‌ژنی متفاوت را دارند که در پاسخ بدن به انواع بسیاری از عفونت‌ها کمک می‌کنند.
لوسمی لنفوستیک مانند ALL از یک سلول غیرطبیعی لنفوسیت شروع می‌شود؛ بنابراین همهٔ سلول‌ها در بیمار لوسمیک، گیرندهٔ آنتی‌ژنی مشابهی دارند.

### مطالعات تصویری
پرتو ایکس، سی‌تی اسکن، اسکن گالیم و استخوان، سونوگرافی و ام‌آرآی

## پیش‌آگهی AML حاد
زیرگروه M3 یا M4 بهترین پیش‌آگهی را دارند. بعضی از تغییرات کروموزومی مانند ترانسلوکاسیون (۱۷ و ۱۵) معکوس شدن (۱۶) و ترانسلوکاسیون (۲۱ و ۸) پیش‌آگهی بهتری دارند. تغییرات کروموزمی دیگر مانند ترانسلوکاسیون (۱۱ و ۹) و اضافه شدن (۸) و اختلالات کروموزمی ۵ یا ۷ پیش‌آگهی بدتری دارند. بیماران جوان‌تر از ۵۵ سال پیش‌آگهی بهتری دارند. شمارش گلبول سفید اولیهٔ کمتر از ۱۰۰۰۰۰، پیش‌آگهی بهتری دارند. شرایط پره لوسمیک اولیه یا لوسمی ثانویه که بعد از درمان سرطان دیگری ایجاد می‌شود پیش‌آگهی بدتری دارند.

## درمان
انواع متفاوتی از درمان برای مبتلایان به سرطان خون AML بزرگسالان وجود دارد. درمان سرطان خون AML بزرگسالان معمولاً دو مرحله دارد.
از چهار نوع درمان متعارف استفاده می‌شود: شیمی‌درمانی، پرتودرمانی، پیوند مغز استخوان و درمان با استفاده از داروهای دیگر
دو مرحلهٔ درمان سرطان خون AML بزرگسالان عبارت‌اند از:
درمان القایی برای فروکشی: این مرحله، اولین مرحلهٔ درمان است. در این مرحله، هدف نابودی سلول‌های سرطانی در خون و مغز استخوان است. با انجام این مرحله، سرطان خون وارد وضعیت فروکشی می‌شود.
درمان پس از فروکشی: این مرحله دومین مرحلهٔ درمان است. پس از این‌که سرطان وارد وضعیت فروکشی شد، این مرحله انجام می‌شود. هدف از درمان پس از فروکشی از بین بردن سلول‌های سرطانی باقی‌مانده‌ای است که با وجود این‌که فعال نیستند، اما بعید نیست در آینده رشد خود را از سر بگیرند و موجب عود سرطان شوند. به این مرحله، درمان استمرار فروکشی می‌گویند.
یک متد درمانی که هنوز به‌صورت پایلوت در حال انجام است درمان با استفاده از اپیوم است که با روش DST انجام می‌پذیرد.